# (21053) 1990 VE
(21053) 1990 VE là một tiểu hành tinh vành đai chính. Nó được phát hiện bởi Akira Natori và Takeshi Urata ở Trạm quan sát JCPM Yakiimo ở Shimizu, Shizuoka, Nhật Bản, ngày 10 tháng 11 năm 1990.